# Seznam hanzovních měst
Seznam hanzovních měst je seznam měst, které byly mezi 13. a 17. stoletím v alianci obchodních cechů zvaných hanza a udržovaly obchodní monopol u Baltského moře. 

## Pobřeží Severního moře
| - Brémy - Buxtehude | - Groningen - Hamburk | - Stade |

## Pobřeží Baltského moře západně od Odry
| - Anklam - Demmin - Greifswald - Kiel | - Lübeck - Rostock - Štětín | - Stralsund - Wismar - Wolgast |

## Zadní Pomořany
| - Belgard - Framburg - Gollnow - Greifenberg | - Kammin - Kolberg - Köslin - Schlawe | - Stargard - Stolp - Treptow - Wollin |

## Prusko, Polsko a Slezsko
| - předměstí Gdaňsku - Braunsberg - Vratislav | - Elbing - Königsberg - Kulm | - Toruň - Krakov |

## Livonsko a Švédsko
| - Tartu - Fellin - Goldingen - Groß Roop - Kokenhusen | - Lemsal - Pärnu - Riga - Tallinn - Stockholm | - Visby - Wenden - Ventspils - Wolmar |

## Dolní Porýní
| - Kolín nad Rýnem - Dinant - Dinslaken - Duisburg - Düsseldorf | - Emmerich am Rhein - Grieth - Sonderfall - Nimwegen - Roermond | - Tiel - Venlo - Wesel - Zaltbommel |

## Nizozemské pobřeží
| - Arnhem - Deventer - Doesburg - Elburg - Harderwijk | - Hasselt - Hattem - Kampen - Oldenzaal | - Ommen - Stavoren - Zutphen - Zwolle |

## Vestfálsko
| - Ahlen - Allendorf - Altena - Arnsberg - Attendorn - Balve - Beckum - Belecke - Bielefeld - Billerbeck - Blankenstein - Bocholt - Bochum - Bodenfeld - Bödefeld - Borgentreich - Borken - Brakel - Breckerfeld - Brilon - Coesfeld - Dorsten - předměstí Dortmundu - Drolshagen - Dülmen - Essen - Eversberg - Freienohl - Fürstenau - Geseke - Grevenstein | - Hachen - Hagen - Haltern - Hamm - Haselünne - Hattingen - Herford - Höxter - Hirschberg im Sauerland - Hörde - Hüsten - Iburg - Iserlohn - Kallenhardt - Kamen - Korbach - Langscheid - Lemgo - Lennep - Lippstadt - Lüdenscheid - Lünen - Medebach - Melle - Menden - Meppen - Minden - předměstí Münsteru - Neuenrade - Neustadt - Nieheim | - Olpe - předměstí Osnabrücku - Paderborn - Peckelsheim - Plettenberg - Quakenbrück - Ratingen - Recklinghausen - Rheine - Rinteln - Rüthen - Schmallenberg - Schüttorf - Schwerte - předměstí Soestu - Solingen - Sundern - Telgte - Unna - Vörden - Vreden - Warburg - Warendorf - Warstein - Wattenscheid - Werl - Werne - Westhofen - Wetter - Wiedenbrück - Wipperfürth |

## Braniborsko
| - Cölln - Brandenburg an der Havel - Frankfurt nad Odrou | - Havelberg - Kyritz | - Perleberg - Pritzwalk |

## Střední Německo
| - Duderstadt - Erfurt - Göttingen - Halle | - Merseburg - Mühlhausen - Naumburg - Nordhausen | - Northeim - Osterode am Harz - Uslar |

## Sasko
| - předměstí Braunschweigu - předměstí Magdeburgu - Alfeld - Aschersleben - Bockenem - Einbeck - Gardelegen - Goslar | - Gronau - Halberstadt - Hameln - Hannover - Helmstedt - Hildesheim - Lüneburg - Osterburg | - Quedlinburg - Salzwedel - Seehausen - Stendal - Tangermünde - Uelzen - Werben |